# Amicitia (Rotterdam)
De Groote Sociëteit Amicitia was een sociëteit in Rotterdam, die in 1813 was ontstaan uit een fusie tussen Amicitia en de Groote Sociëteit.
De sociëteit was gevestigd aan de Zuidblaak 20 ter hoogte van het oude Beursplein. Dit gebouw was in 1804 ontworpen door de stadsarchitect van Rotterdam Andrew Munro en de Haagse architect Duyfhuis, en uitgetekend door de neoclassicistisch architect en later opvolger van Munro Pieter Adams. De Zuidblaak is begin 20ste eeuw gedempt, en voorzien van een trambaan (zie afbeelding).
Bekendere leden van de sociëteit waren F. Rienderhoff (1823-1879), J.H. de Haas (1837-1906), A.C. Harteveld (1859-1943), H.G. Hesselink (1837-1901), George Hermann Hintzen, Gerrit de Jongh, Henry Kerdijk (1822-1889), Lodewijk Kerdijk (1831-1861),  C.H. van der Looy (1813-1895), Marten Mees, J.B. Molewater, Hendrik Willem de Monchy (1830-1905), Hendrik Muller Szn., Lodewijk Pincoffs, Willem Nicolaas Rose, Abram van Rijckevorsel,  Huibert van Rijckevorsel, F.H. Schreve (1863-1957), Abraham van Stolk Corneliszoon, en J. Vroesom de Haan (1838-1921).
De joodse zakenman Lodewijk Pincoffs kwam niet door de ballotage, terwijl hij op voorspraak van burgemeester Van Vollenhoven was voorgedragen.